# IC 3018
IC 3018 је спирална галаксија у сазвјежђу Береникина коса која се налази на листи објеката дубоког неба у Индекс каталогу.
Деклинација објекта је + 13° 34' 32" а ректасцензија 12h 9m 24,9s. Привидна величина (магнитуда) објекта IC 3018 износи 14,4 а фотографска магнитуда 15,2. IC 3018 је још познат и под ознакама CGCG 69-64, VCC 10, KUG 1206+138, PGC 39627.